# Průmyslový vodovod Nechranice
Průmyslový vodovod Nechranice (PVN) je vodovod, který byl vybudován za účelem zásobení Chomutovska a Mostecka povrchovou vodou z Ohře s použitím pro průmysl, energetiku a zemědělství. Jedná se o druhou stavbu tohoto účelu v této oblasti. První je podkrušnohorský přivaděč. Čerpání vody zajišťuje několik čerpacích stanic a voda je čerpána z řeky Ohře pod nechranickou přehradou čerpací stanicí u Stranné.

## Využití
Průmyslový vodovod Nechranice zásobuje vodou zemědělství v oblasti a průmyslový závod Železárny Chomutov. Na Mostecku se jeho voda využívá v úpravně vody Velebudice, ve velebudické průmyslové zóně, elektrárně Komořany a v Chemopetrolu. Voda z průmyslového přivaděče byla využita při hydrické rekultivaci vodní nádrže Benedikt u Mostu. Od 24. října 2008 se díky vodovodu napouští Mostecké jezero.

## Technické parametry
Průmyslový vodovod Nechranice je vybudován jako výtlačný gravitační řad tvořený ocelovým potrubím Js 1200 mm uloženým v podzemí. Délka výtlačné ocelové řady k přelivnému objektu je 1634 metrů. Řad je dělen na dvě hlavní větve, které se rozdělují ve vodárenském objektu severozápadně od Lažan: chomutovskou o délce 8,5 km (okolo Nezabylic a podél silnice I/7) a mosteckou dlouhou asi 22 kilometrů (okolo Sušan a Bylan do mosteckých průmyslových oblastí). Výstavba probíhala v letech 1965–1983 v mnoha etapách. Stavba byla od doby výstavby zmodernizována.[zdroj⁠?!] Gravitační řad od přelivného objektu měří 20,87 kilometru a je zaústěn do Hutního potoka. Původní kapacita vodovodu byla 1 m³·s−1, ale při rozšíření vybudovaném v rámci opatření za zrušenou vodní nádrž Dřínov kapacita vzrostla na 2,3 m³·s−1.
Trasa Průmyslového vodovodu Nechranice prochází ve čtyřech místech pod železnicí a na jednom místě se křižuje s řekou Chomutovkou.